# AN-sprängämne
|  | Wiktionary har en ordboksartikel om ammoniumnitratsprängämne. |

Ammoniumnitratsprängämne, vanligen förkortat AN-sprängämne, är en samlingsbenämning för huvudsakligen civila sprängämnen av varierande sammansättning men med ammoniumnitrat som huvudbeståndsdel.
AN-sprängämnen inkluderar:
- Amatol – ammoniumnitrat blandat med trotyl
- Minol – ammoniumnitrat blandat med trotyl och aluminiumpulver
- Nitrolit – ammoniumnitrat blandat med blandning av trotyl och nitroglycerin (med mera)
- ANFO – ammoniumnitrat blandat med dieselolja